# هادياتش

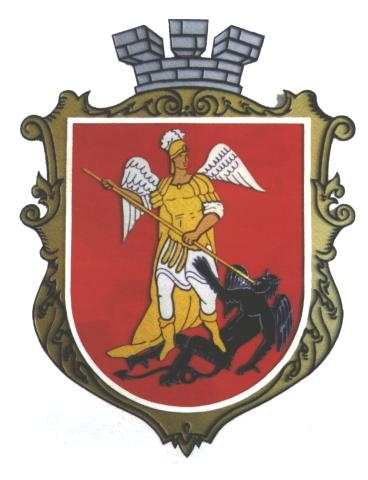
شعار المدينة

هادياتش (Гадяч) هي مدينة في مقاطعة بولتافسكا في أوكرانيا.
يبلغ عدد سكانها حوالي 23303 نسمة.

## معرض صور

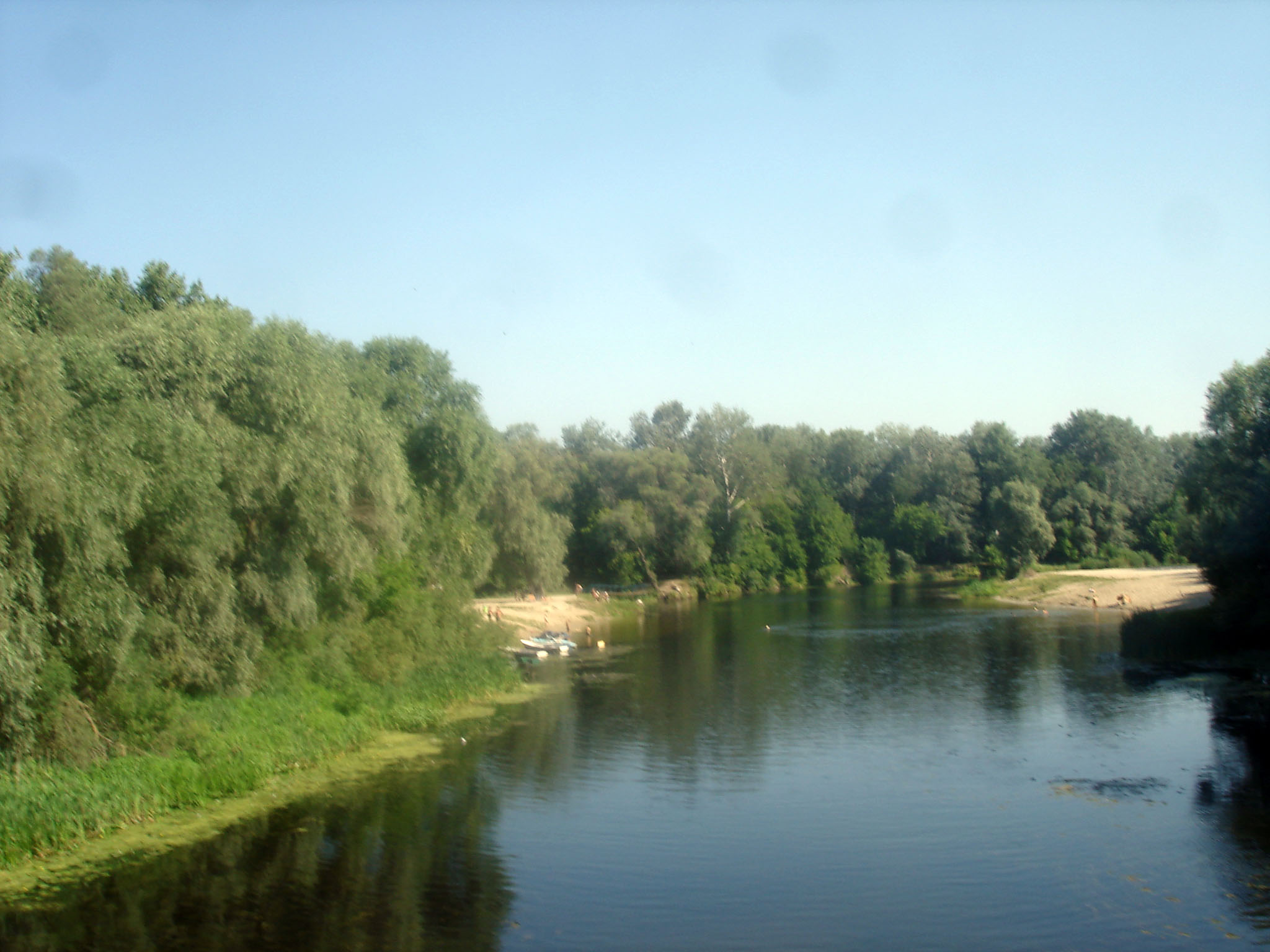
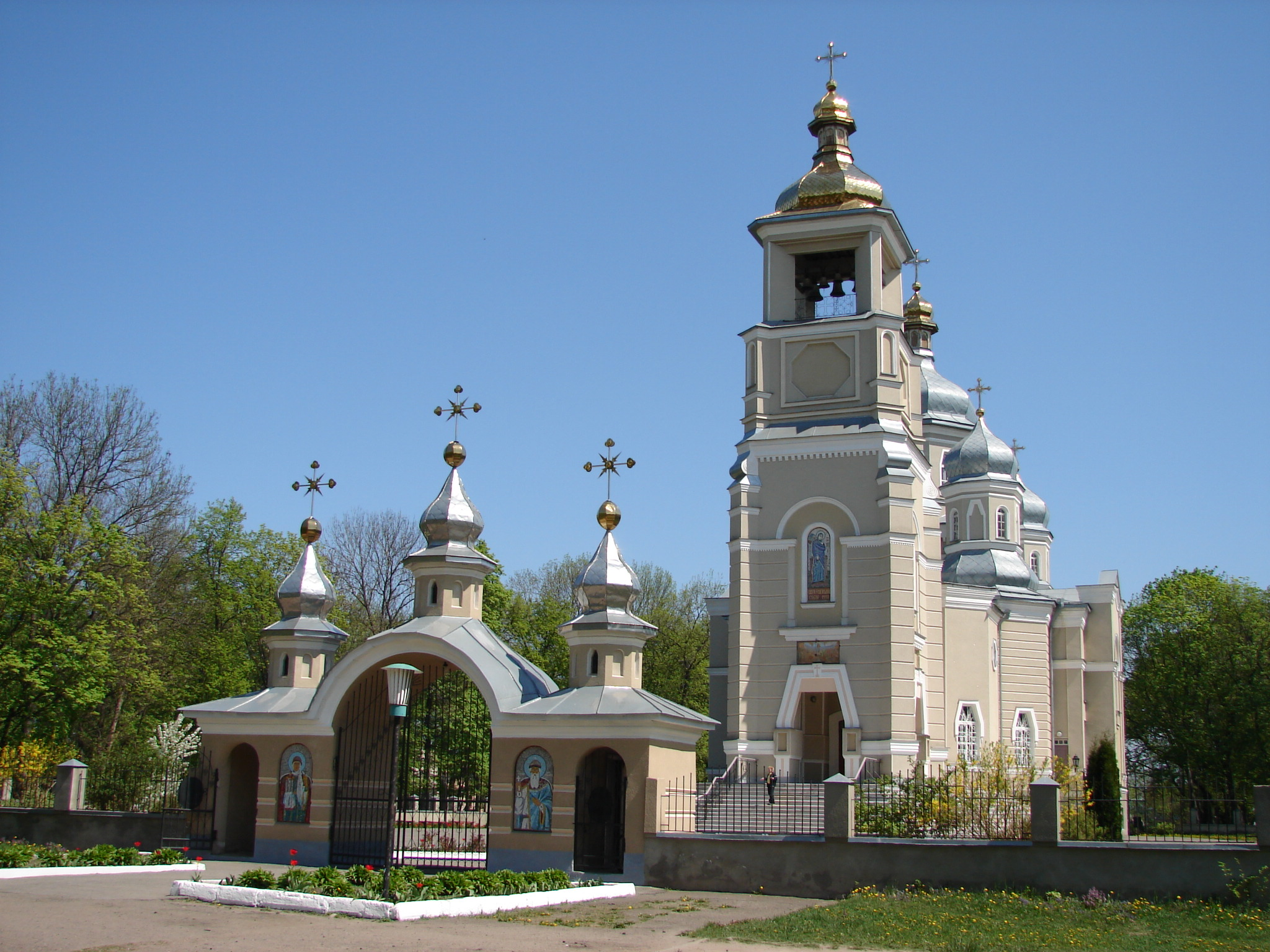
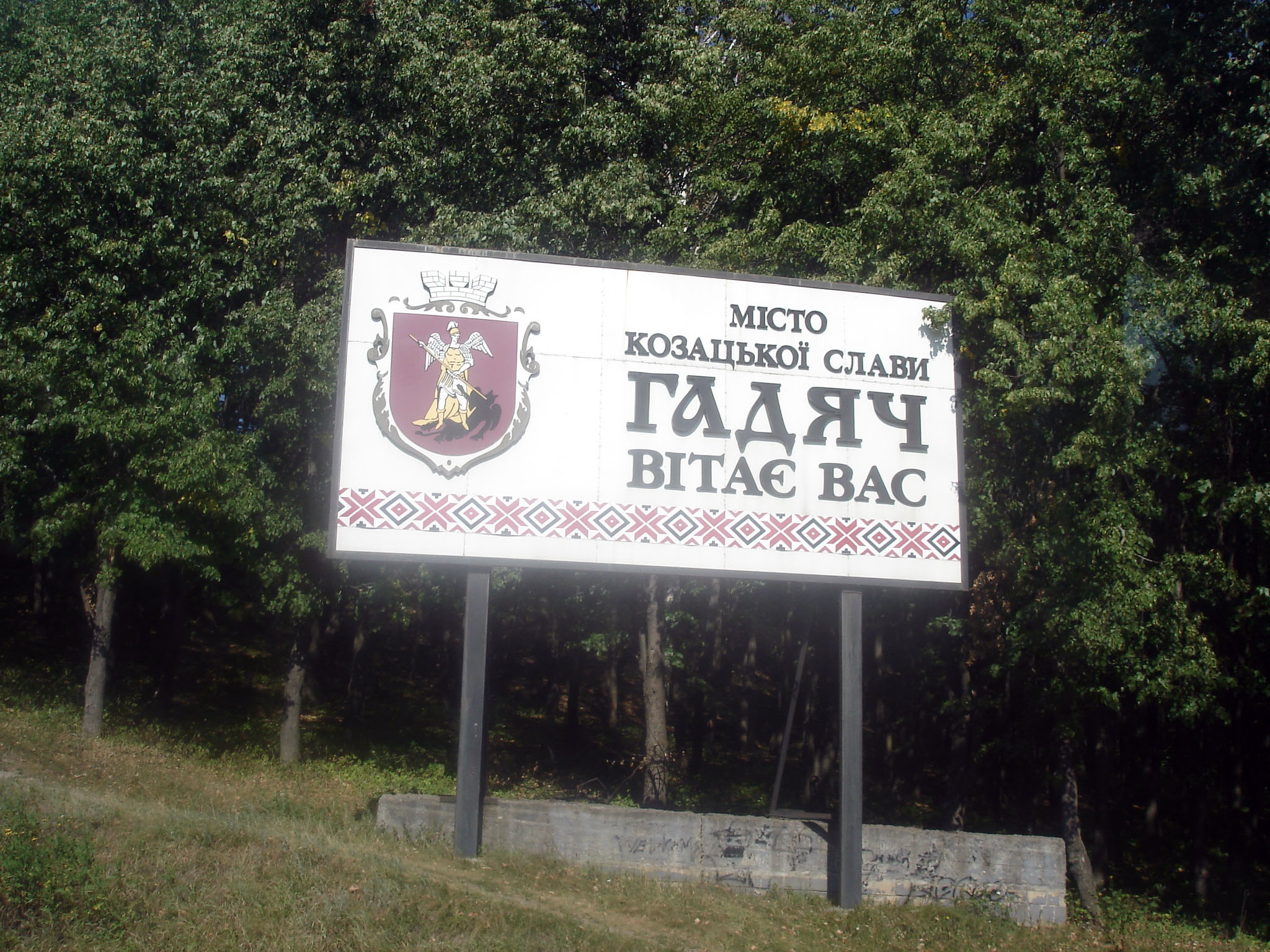
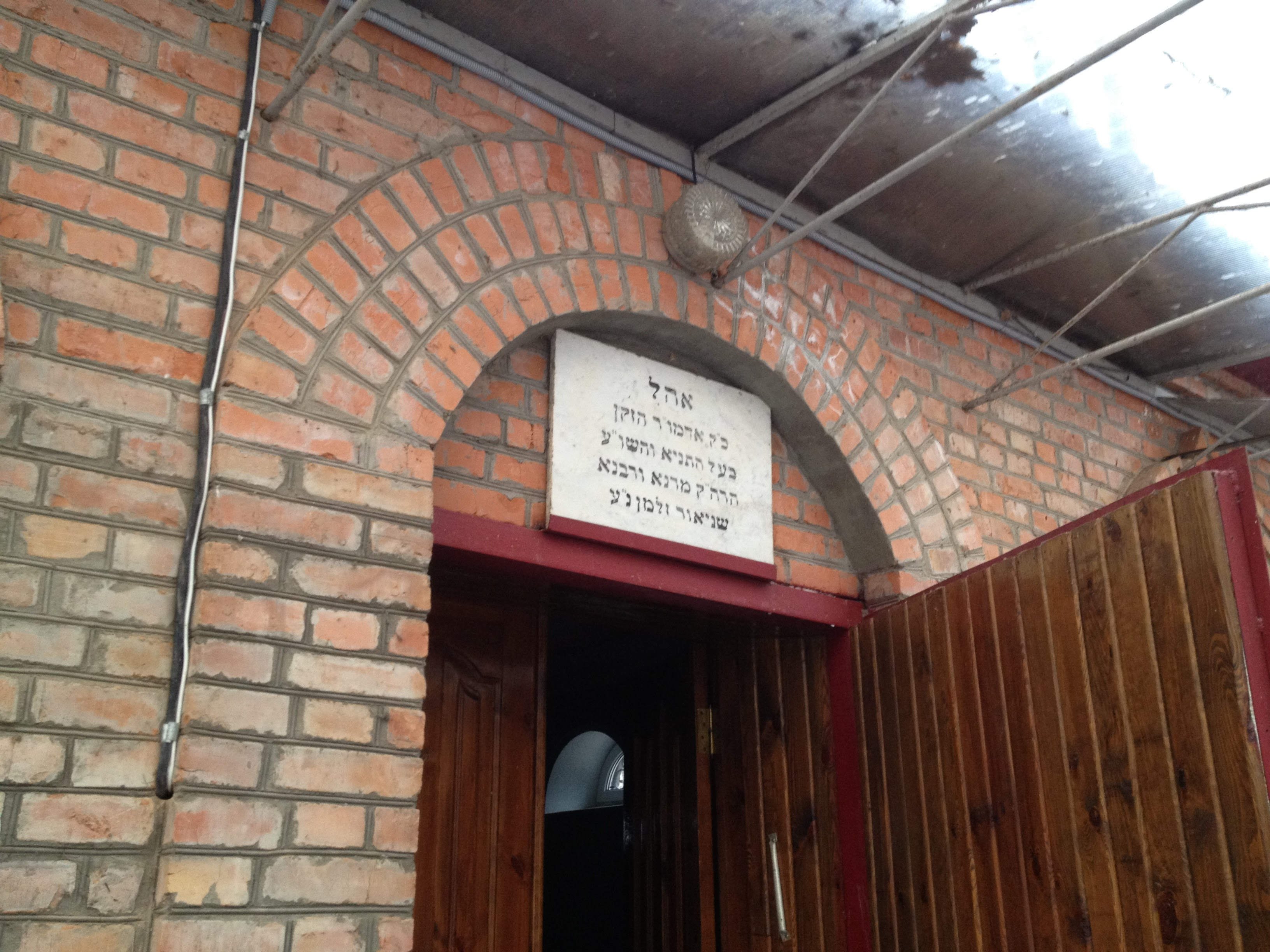
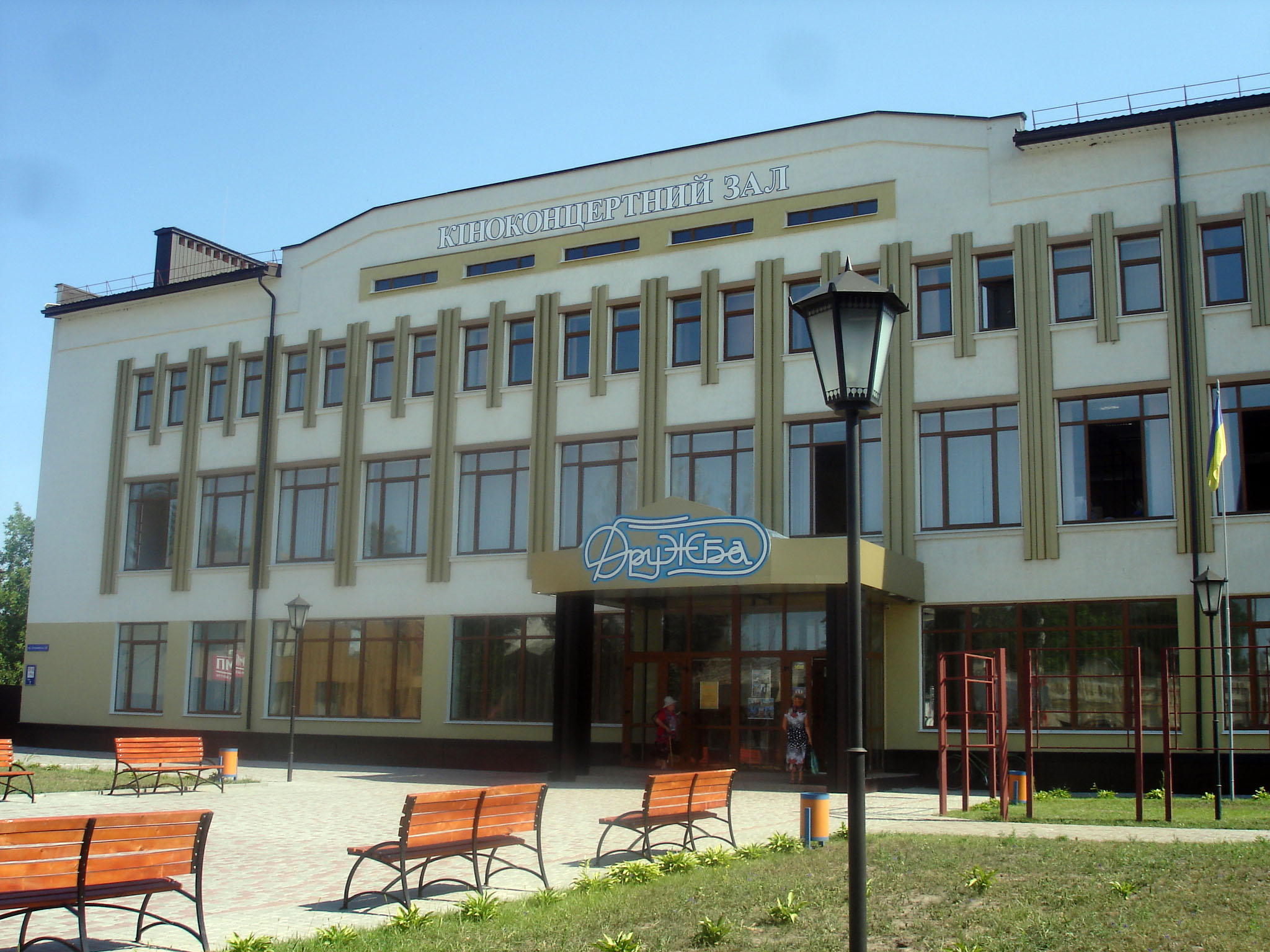